# Julia Helena
Julia Helena (w źródłach występuje jako Iulia Drusi, Iulia Livia, Iulia Helena, ur. ok. 5 r. – zm. 43 r.) – córka Julii Liwilli (córki Druzusa Starszego i Antonii Młodszej) oraz Druzusa (syna cesarza Tyberiusza i Wipsanii Agrypiny). W 14 n.e. była chora, i jak opisuje Swetoniusz, cesarz August na łożu śmierci dopytywał się, czy wyzdrowiała. W 20 n.e. poślubiła swojego kuzyna – Nerona Cezara, syna Germanika i Agrypiny Starszej. Małżeństwo okazało się niezbyt szczęśliwe i zostało wykorzystane przez Sejana, zaufanego prefekta pretorianów cesarza Tyberiusza, w jego machinacjach skierowanych przeciwko Neronowi Cezarowi. Według Tacyta Sejan wykorzystał swój romans z Klaudią Julią Liwillą do spiskowania przeciwko Neronowi, który nie mógł się czuć pewny nawet u siebie w nocy, gdyż jego żona, Julia Helena, o jego czuwaniach, snach i westchnieniach donosiła swojej matce, a ta Sejanowi.
W 29 n.e. wskutek intryg Sejana jej mąż został uwięziony na rozkaz cesarza Tyberiusza – jej dziadka. Został przeprowadzony rozwód, a Neron popełnił samobójstwo. Kasjusz Dion pisze, że po śmierci Nerona Cezara, Julia została zaręczona z Sejanem, a małżeństwo to miało go wprowadzić go do rodziny cesarskiej Juliuszów-Klaudiuszów. Sejan został stracony na rozkaz Tyberiusza 18 października 31 n.e.. Później, w 33 n.e. Julia poślubiła pochodzącego z ekwickiej rodziny – Gajusza Rubeliusza Blandusa. Po jego śmierci w 38 n.e. nie wyszła ponownie za mąż. Jak podaje Swetoniusz, na podstawie mglistych poszlak, bez dania jakiejkolwiek możliwości obrony, jej wuj, cesarz Klaudiusz, kazał ją stracić. W przypisie 109 do "Boskiego Klaudiusza" tłumacz podaje, że za oskarżeniami stała Messalina i że odbyło się to w 43 n.e.

## Małżonkowie i dzieci
- Klaudiusz Neron Juliusz Cezar (od 22 do rozwodu w 33)
- Gajusz Rubeliusz Blandus (od 33)
  - Rubeliusz Plaut
  - Rubelia